# Casa natale di William Shakespeare

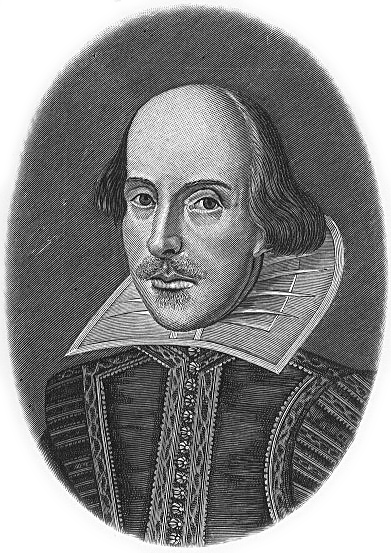
William Shakespeare (1564 - 1616)

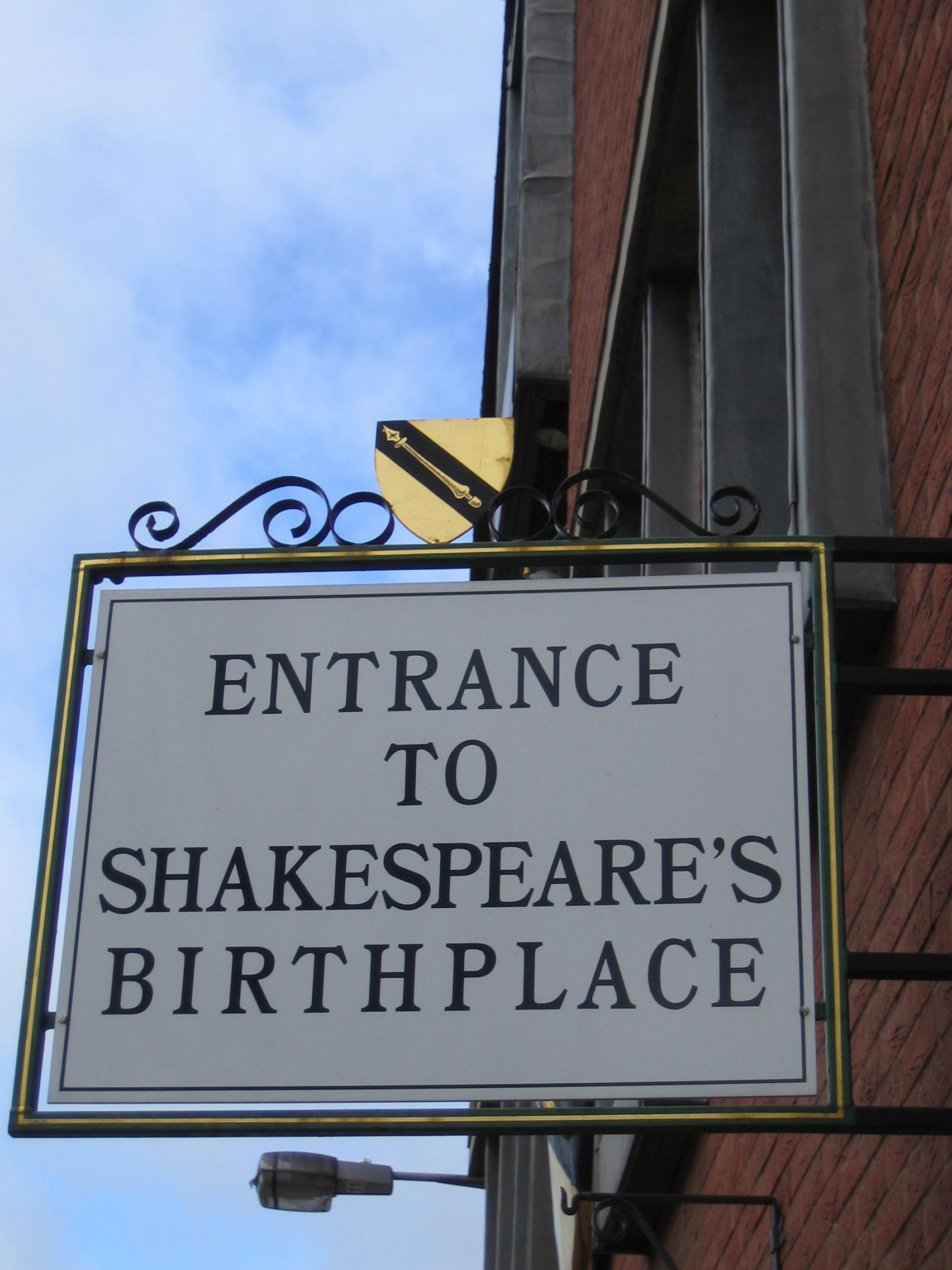
Insegna del museo

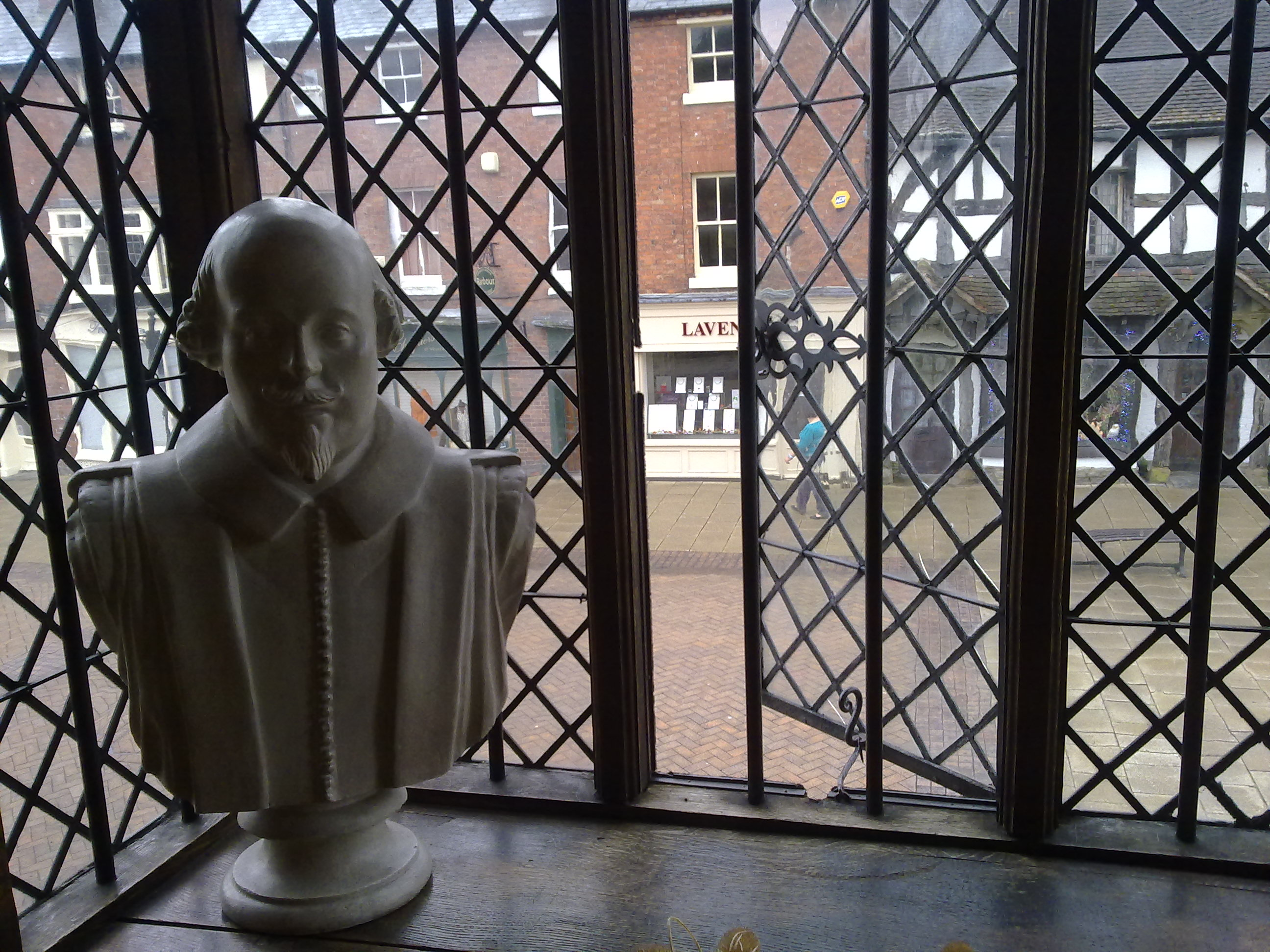
Busto di William Shakespeare nella "camera della nascita"

La casa natale di William Shakespeare è un edificio, ricostruito secondo lo stile del XVI secolo, della città inglese di Stratford-upon-Avon, nel Warwickshire (Midlands, Inghilterra centrale), edificio dove sarebbe nato ed avrebbe trascorso la propria infanzia il celebre scrittore William Shakespeare (1564 - 1616). 

La casa appartiene allo Stato dal 1847 ed è ora adibita a museo.

## Ubicazione
La casa natale di William Shakespeare si trova in Henley Street, a fianco dell'edificio che ospita lo Shakespeare Birthplace Trust.

## Caratteristiche
L'edificio è in legno, in stile Tudor, con facciata a graticcio ed era un tempo diviso in due abitazioni.
All'interno della casa, riammobiliata, sono esposti gli oggetti di lavoro del padre di William Shakespeare, John, che di professione faceva il guantaio e il commerciante di lana. Vi si trova anche una copia del primo scritto di Shakespeare.
Tra i punti d'interesse dell'abitazione, vi sono la cosiddetta "stanza della nascita" e il giardino.

## Storia
L'abitazione fu acquistata da John Shakespeare, padre di William, tra il 1556 e il 1575.
Alla morte di John Shakespeare, ne divenne proprietario il figlio William.

Alla morte di quest'ultimo, la casa fu dapprima abitata dalla sorella dello scrittore, Joan, vedova Hart, e in seguito ereditata la figlia di Shakespeare, Susanna Shakespeare Hall.
Fu in seguito ereditata dalla figlia di Susann, Elizabeth, e, alla morte di quest'ultima, nel 1670 da Thomas Hart, discendente di Joan Shakespeare Hart. La famiglia Hart ne rimase proprietaria fino al 1806.
Nel corso del XIX secolo, l'edificio fu adibito, tra l'altro, a pub, finché non venne rilevato dallo Stato nel 1847.
Tra il 1857 e il 1864, la casa fu ricostruita ed ammobiliata secondo quello che doveva essere lo stile originale della seconda metà del XVI secolo.

## Punti d'interesse

### Camera della nascita
Dovrebbe essere la camera dove lo scrittore è stato partorito: in realtà, la scelta della stanza dove avrebbe avuto luogo l'evento è assolutamente arbitraria. A sceglierla, in modo del tutto casuale, fu l'attore David Garrick nel 1769.
Nella finestra della camera, celebri personalità della letteratura e del teatro che hanno visitato la casa (tra questi: Charles Dickens, Sir Walter Scott, Isaac Watts, ecc.) hanno inciso la propria firma.